# 久賀町
久賀町（くかちょう）は、山口県の屋代島（周防大島）にかつてあった町。大島郡に所属していた。面積は23.12平方キロメートル、人口は4,483人だった。
2004年10月1日に大島町、橘町、東和町と合併し、周防大島町となり廃止した。

## 地理
山口県東部の屋代島（周防大島）の中部に位置している。西は大島町に接し、東は橘町に接し、北は広島湾を臨んでいた。

## 歴史
屋代島（周防大島）最高地嘉納山北側に広がる沖積地に位置する久賀は、早くから人の住み着いた痕跡があり。古代・中世においては、瀬戸内海の東西航路の脇中継地（本航路は上関ー大鎌刈）として。また、周防国東部の海域沿岸の中心として郡家が置かれ栄えた町である。
- 明治22年（1889年）4月1日 -町村制の施行により久賀村が単独で自治体を形成。
- 明治37年（1904年）1月1日 - 久賀村が町制施行して久賀町となる。
- 昭和31年（1956年）4月5日 - 大島町の一部（大字椋野）を編入。
- 平成16年（2004年）10月1日 - 大島町・東和町・橘町と合併して周防大島町が発足。同日久賀町廃止。

## 地域

### 教育
- 山口県立久賀高等学校

### 電気
1911年（明治44年）5月事業許可を得ると10月大島電気を設立。久賀町に発電所（瓦斯力、30kw）を建設。1912年（大正元年）9月事業開始 1918年（大正7年）8月中外電気に合併される。

## 交通

### 道路

#### 国道
- 国道437号

## 出身者
- 大濱徹也 - 歴史学者、筑波大学名誉教授・元北海学園大学教授
- 青木周三 - 官僚、政治家。大島の勘場医（宰判内でのみ代官や大庄屋の指示により医療行為を行なう平民医師）青木周哲の子。